# Trịnh Khắc Sảng
Trịnh Khắc Sảng (chữ Hán: 鄭克塽, bính âm: Zhèng Kèshuǎng; 18 tháng 3 năm 1670 - 22 tháng 9 năm 1717), húy là Tần (秦), tự Thực Hoằng (實弘), hiệu Hối Đường (晦堂) là con thứ của Trịnh Kinh, cháu nội Trịnh Thành Công, kế thừa tước vị của cha làm Diên Bình Quận vương, Chiêu thảo Đại tướng quân.

## Lịch sử

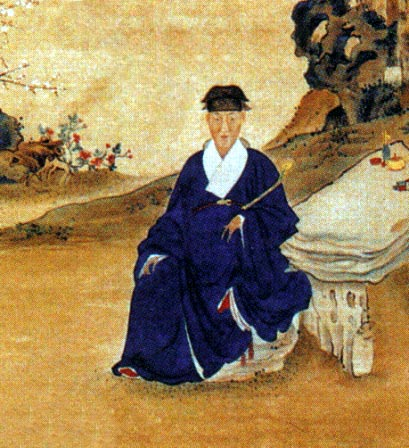
Trịnh Khắc Sảng chân dung.

Năm 1681, sau khi Trịnh Kinh và Trần Vĩnh Hoa chết, Phùng Tích Phạm cùng các em của Trịnh Kinh phát động chính biến, giết chết con trưởng của Trịnh Kinh là Trịnh Khắc Tang, lập Trịnh Khắc Sảng lúc bấy giờ mới gần 12 tuổi làm Diên Bình Quận vương.
Năm 1683, Thủy sư Đề đốc nhà Thanh là Thi Lang tại trận hải chiến Bành Hồ đại phá hạm đội Đài Loan, đánh chiếm Bành Hồ, tướng Đài Loan là Lưu Quốc Hiên phải rút chạy về Đài Loan. Phùng Tích Phạm bèn khuyên Trịnh Khắc Sảng đầu hàng.
Ngày 5 tháng 7, Trịnh Khắc Sảng lệnh cho Trịnh Đức Tiêu viết thư xin hàng, ngày 15 chuyển cho Thi Lang.
Ngày 13 tháng 8, quân Thi Lang tiến vào Đài Loan, sau đó đưa Trịnh Khắc Sảng về Bắc Kinh, được phong làm Hải Trừng công, đãi vào Hán quân Chính Hoàng kỳ, Lưu Quốc Hiên và Phùng Tích Phạm được phong Bá tước.
Năm Khang Hy thứ 47 (1717), Trịnh Khắc Sảng bị bệnh chết, không có người tập tước.
Trịnh Khắc Sảng lấy con gái Phùng Tích Phạm, có con là Trịnh An Phúc, em là Trịnh Khắc Cử. Sau khi Trịnh Khắc Sảng chết, mẹ là Hoàng thị yêu cầu nhà Thanh trả lại gia sản của họ Trịnh nhưng không được chấp thuận.

## Hậu duệ
Nhà thơ nổi tiếng Đài Loan Trịnh Sầu Dư là hậu duệ của Trịnh Khắc Sảng.

## Trong văn học
Trịnh Khắc Sảng được tiểu thuyết hóa trong tác phẩm Lộc Đỉnh ký của nhà văn Kim Dung.
Trong Lộc Đỉnh ký Trịnh Khắc Sảng được miêu tả tăng thêm 10 tuổi, có tình yêu với con gái của Lý Tự Thành và Trần Viên Viên là A Kha và là kẻ thù không đội trời chung với nhân vật chính Vi Tiểu Bảo. Sau này A Kha có con với Vi Tiểu Bảo nên quyết định rời bỏ Trịnh Khắc Sảng, đi theo Vi Tiểu Bảo.